# Marpissa linzhiensis
Marpissa linzhiensis là một loài nhện trong họ Salticidae.
Loài này thuộc chi Marpissa. Marpissa linzhiensis được Hsen Hsu Hu miêu tả năm 2001.